# One (Mangaka)
ONE (* 29. Oktober 1986 in Niigata) ist ein japanischer Mangaka. Er ist vor allem für seinen Manga One Punch Man bekannt, den er seit 2009 im Internet veröffentlicht.
Anschließend co-regierte er mit Yusuke Murata ein Remake dieser Serie.

## Kindheit
ONE wurde am 29. Oktober 1986 in Niigata geboren.
Er wurde von Yoshito Usuis Shin-chan beeinflusst.

## Karriere
Im Jahr 2009 war er erfolgreich und begann eine neue Geschichte mit dem Titel One Punch Man. Für diesen Manga wird die Website durchschnittlich 20.000 Mal pro Tag aufgerufen.
Ende 2022 wird bekannt gegeben, dass ONE einen neuen Manga mit dem Titel Versus vorbereitet.